# Marc de Joan Ferrer
Marc Ferrer fou un patró eivissenc impulsor del repoblament de Formentera a principis del segle xviii.
Era fill de Joan Ferrer, pel que també era anomenat pel nom complet Marc de Joan Ferrer. A la segona meitat del segle xvii consta com a barber, però es va enriquir amb l'activitat mercantil. Es va casar amb Jacinta Ventimilla, neboda de l'ardiaca de Sant Fructuós, senyor d'Eivissa i Formentera.
El 1674 va adquirir popularitat a Eivissa quan en un moment de necessitat sense reserves de blat va importar a temps un important carregament d'Itàlia. Va ser admès, el 1690, en l'estament de la mà major de la Universitat d'Eivissa, a pesar del seu passat com a barber, condició pròpia de la mà mitjana. Va exercir com a bosser (tresorer) i mostassaf (controlador del comerç), però va haver d'abandonar els càrrecs quan, el 1705, es va quedar cec.
L'any 1690 Marc Ferrer va escriure una instancia al rei comprometent-se a batre moneda eivissenca per la quantitat de 72.000 lliures anuals durant cinc anys. La petició va ser denegada, fonamentalment perquè el guany era excessiu i això només es justificava si anava destinat als serveis públics de la Universitat d'Eivissa com havia estat habitual. En tot cas, va generar un conjunt d'informes per part de les autoritats reials de gran importància per a la història monetària de l'illa.
El 1691, en un altre moment de greu escassetat a l'illa, va aconseguir importar blat de València. Per poder tancar el tracte va haver d'hipotecar una finca. Com a compensació del perjudici, que havia resultat beneficiós per als eivissencs, va demanar la concessió de mitja llegua de bosc a Formentera. El rei, d'acord amb els altres senyors de l'illa, l'arquebisbe de Tarragona i l'ardiaca de Sant Fructuós, li va concedir els terrenys al voltant de l'actual Sant Francesc de Formentera. La presa de possessió es va retardar fins al 1697. El 1699 es va ampliar amb la concessió des Carnatge (l'istme de l'illa) i de la Mola, mentre que el seu gendre, Antoni Blanc, rebia també terres.
La major part de Formentera quedava en mans de la família de Marc Ferrer. En poc temps van començar a adjudicar parcel·les a particulars amb l'obligació de treure el bosc, convertir-les en aptes per al conreu, aixecar marges de pedra seca per tancar-les i, a partir del 1712, construir-hi cases per viure. Aquesta parcel·lació, anomenada «gràcies reials» continua configurant la fisonomia de l'illa i Marc Ferrer és rememorat com el pare de la Formentera moderna.